# Kaempferia siamensis
Kaempferia siamensis är en enhjärtbladig växtart som beskrevs av Sirirugsa. Kaempferia siamensis ingår i släktet Kaempferia och familjen Zingiberaceae.
Artens utbredningsområde är Thailand. Inga underarter finns listade i Catalogue of Life.